# Jean-Marc Branger
Pour les articles homonymes, voir Branger.
Jean-Marc Branger, né le 8 juin 1967 à Annemasse (Haute-Savoie), est un footballeur français qui évoluait au poste de gardien de but. Il est actuellement préparateur physique au SM Caen.

## Biographie
De 1981 à 1983, il fait partie de la "Classe Foot" de Saint-Julien-en-Genevois, en Haute-Savoie, où il apprend le football. En juin 1995, en fin de contrat avec Nancy, il participe à Saint-Brevin au stage de l'UNFP destiné aux joueurs sans contrat.
En février 2002, après deux semaines de stage au CTNFS de Clairefontaine, il est diplômé du brevet d'État d'éducateur sportif 2e degré (BEES 2). Il connaît son fait de gloire lors de la saison 2003-04, lors de la qualification du FC Gueugnon face au Paris SG en Coupe de la Ligue de football, à l'occasion de laquelle il arrête quatre tirs lors de la séance de tirs au but.
En 2007, après deux dernières saisons au SM Caen comme doublure de Vincent Planté, mais surtout comme préparateur physique, il prend sa retraite sportive et devient officiellement préparateur physique du SM Caen pour 4 ans.
Au total, il aura joué 121 matchs en Division 2.
En 2011, il obtient le DUEPP (Diplôme Européen de Préparateur Physique).
En septembre 2021, il rejoint Patrice Garande au Dijon FCO en tant que préparateur physique. Il quitte le club en mai 2022.
En novembre 2024 il revient au SM Caen, toujours comme préparateur physique.

## Palmarès
- Grenoble Foot 38
  - CFA (Groupe B)
    - Champion (1) : 1999

## Statistiques
| Saison                | Club                  | Championnat           | Championnat | Championnat | Coupe nationale | Coupe nationale | Coupe de la Ligue | Coupe de la Ligue | Total | Total |
| Saison                | Club                  | Division              | M.          | B.          | M.              | B.              | M.                | B.                | M.    | B.    |
| 1992-1993             | AS Nancy-Lorraine     | Division 2            | 34          | 0           | 1               | 0               | -                 | -                 | 35    | 0     |
| 1993-1994             | AS Nancy-Lorraine     | Division 2            | 6           | 0           | -               | -               | -                 | -                 | 6     | 0     |
| 1994-1995             | AS Nancy-Lorraine     | Division 2            | -           | -           | -               | -               | 1                 | 0                 | 1     | 0     |
| Sous-total            | Sous-total            | Sous-total            | 40          | 0           | 1               | 0               | 1                 | 0                 | 42    | 0     |
| 1995-1996             | SAS Épinal            | Division 2            | 36          | 0           | -               | -               | 1                 | 0                 | 37    | 0     |
| 1996-1997             | SAS Épinal            | Division 2            | 31          | 0           | 1               | 0               | 1                 | 0                 | 33    | 0     |
| Sous-total            | Sous-total            | Sous-total            | 67          | 0           | 1               | 0               | 2                 | 0                 | 70    | 0     |
| 1997-1998             | Grenoble Foot 38      | CFA                   | 24          | 0           | -               | 0               | -                 | -                 | 24    | 0     |
| 1998-1999             | Grenoble Foot 38      | CFA                   | 29          | 0           | 2               | 0               | -                 | -                 | 31    | 0     |
| Sous-total            | Sous-total            | Sous-total            | 53          | 0           | 2               | 0               | -                 | -                 | 55    | 0     |
| 1999-2000             | Red Star              | National              | 30          | 0           | 3               | 0               | 5                 | 0                 | 38    | 0     |
| 2000-2001             | Red Star              | National              | 17          | 0           | -               | -               | 2                 | 0                 | 19    | 0     |
| Sous-total            | Sous-total            | Sous-total            | 47          | 0           | 3               | 0               | 7                 | 0                 | 57    | 0     |
| 2001-2002             | FC Gueugnon           | Division 2            | 3           | 0           | 1               | 0               | 1                 | 0                 | 5     | 0     |
| 2002-2003             | FC Gueugnon           | Ligue 2               | 1           | 0           | -               | -               | -                 | -                 | 1     | 0     |
| 2003-2004             | FC Gueugnon           | Ligue 2               | 8           | 0           | -               | -               | 1                 | 0                 | 9     | 0     |
| 2004-2005             | FC Gueugnon           | Ligue 2               | 2           | 0           | -               | -               | 1                 | 0                 | 3     | 0     |
| Sous-total            | Sous-total            | Sous-total            | 14          | 0           | 1               | 0               | 3                 | 0                 | 18    | 0     |
| 2005-2006             | SM Caen               | Ligue 2               | -           | -           | -               | -               | -                 | -                 | 0     | 0     |
| 2006-2007             | SM Caen               | Ligue 2               | -           | -           | -               | -               | -                 | -                 | 0     | 0     |
| Sous-total            | Sous-total            | Sous-total            | -           | -           | -               | -               | -                 | -                 | 0     | 0     |
| Total sur la carrière | Total sur la carrière | Total sur la carrière | 169         | 0           | 8               | 0               | 13                | 0                 | 190   | 0     |